# 아이셀 테이무르자데
아이셀 마함마드 크즈 테이무르자데(Aysel Məhəmməd qızı Teymurzadə, 1989년 4월 25일 ~ )는 아제르바이잔의 가수이다. 유로비전 송 콘테스트 2009에 아라쉬와 함께 아제르바이잔 대표로 참가했다.

## 같이 보기
- 아제르바이잔의 유로비전 송 콘테스트 참가